# 김아롱
김아롱(1991년 7월 16일 ~ )은 대한민국의 성우로, 2019년 교육방송 성우극회 공채 26기로 입사했다.

## 출연작

### 애니메이션
- 고고 다이노(EBS) - 토모(10기부터), 트릭시
- 프린세스 바리(MBC) - 수비대 대원, 손오공, 도로시, 막내아들
- 몰리 맥기와 유령(디즈니+) - 섀런 맥기, 리비
- 뒤죽박죽섬의 빅풋패밀리(EBS) - 그래니
- 레인보우 버블젬(EBS) - 그린 리프, 모네
- 반짝반짝 캐치! 티니핑(재능TV) - 메모핑
- 포텐독(EBS) - 개구리, 정우(시즌1)
- 세미와 매직큐브(EBS)
- 숲속 배달부 빙빙(EBS) - 명주잠자리의 애벌레
- 슈퍼와이(EBS) - 우프스터
- 개구쟁이 조이(EBS) - 프리티우드, 저스틴, 조나스
- 꼬미와 베베(EBS) - 무꾸무꾸
- 두다다쿵(EBS) - 판돌이
- 하프와 친구들(EBS) - 나나
- 히어로 써클(EBS) - 치어리더 부원
- 피피루 안전특공대(EBS)
- 올리 앤 문(EBS) - 루카, 코브라, 너구리, 마르셀라
- 아따맘마(재더빙)(브라보키즈) - 하은별
- 시몽(EBS) - 마마두
- 미스터 마구(EBS)
- 베이맥스!(디즈니+) - 소피아
- 내 마음은 무지(투니버스) - 프로도
- 포켓몬스터: 아득히 먼 푸른 하늘(투니버스) - 유하
- 포켓몬스터(투니버스) - 네모
- 차징 탑스피너(MBC) - 비트
- 인사이드 아웃 2 - 발렌티나 "발" 오르티즈, 하키 아나운서
- 디지몬 어드벤처:(대원방송) - 아구몬, 깜몬
- 허풍선이 미술쇼 - XY 요원
- 엄마 까투리(EBS) - 달팽이, 참새, 주머니쥐들, 도치
- 고고 다이노(EBS) - 토모(10기부터), 트릭시
- 프린세스 바리(MBC) - 수비대 대원, 손오공, 도로시, 막내아들
- 몰리 맥기와 유령(디즈니+) - 섀런 맥기, 리비
- 뒤죽박죽섬의 빅풋패밀리(EBS) - 그래니
- 레인보우 버블젬(EBS) - 그린 리프, 모네, 까까
- 반짝반짝 캐치! 티니핑(재능TV) - 메모핑
- 포텐독(EBS) - 개구리, 정우(시즌1)
- 세미와 매직큐브(EBS)
- 숲속 배달부 빙빙(EBS) - 명주잠자리의 애벌레
- 슈퍼와이(EBS) - 우프스터
- 개구쟁이 조이(EBS) - 프리티우드, 저스틴, 조나스
- 꼬미와 베베(EBS) - 무꾸무꾸
- 두다다쿵(EBS) - 판돌이
- 하프와 친구들(EBS) - 나나
- 히어로 써클(EBS) - 치어리더 부원
- 피피루 안전특공대(EBS)
- 올리 앤 문(EBS) - 루카, 코브라, 너구리, 마르셀라
- 아따맘마(재더빙)(브라보키즈) - 하은별
- 시몽(EBS) - 마마두
- 미스터 마구(EBS)
- 베이맥스!(디즈니+) - 소피아
- 내 마음은 무지(투니버스) - 프로도
- 포켓몬스터: 아득히 먼 푸른 하늘(투니버스) - 유하
- 포켓몬스터(투니버스) - 네모
- 차징 탑스피너(MBC) - 비트
- 인사이드 아웃 2 - 발렌티나 "발" 오르티즈, 하키 아나운서
- 디지몬 어드벤처:(대원방송) - 아구몬, 깜몬
- 허풍선이 미술쇼 - XY 요원
- 허풍선이 음악쇼 - 분홍 할머니
- 무지개 강아지 딜런의 모험 - 딜런

### 외국 영화
- 말괄량이 삐삐(EBS) - 앵무새
- 스타워즈 : 오비완 케노비 시즌 1(디즈니+) - 설리
- 미즈 마블(디즈니+) - 나키아(야스민 플레처)
- 윔피 키드: 로드릭 형의 법칙(디즈니+) - 바브

### 다큐 및 교양
- EBS1 글로벌 특선 다큐 인류를 매혹시킨 달: 캐럴린 반 데르보거트/ 크리스탈 아네 하이니케
- EBS1 글로벌 특선 다큐 이란 자그로스 산맥의 유목민 학교
- EBS2 과학 다큐멘터리 빙하기, 사라진 거대 동물의 비밀: 주자네 뮌첼
- EBS2 과학 다큐멘터리 젊은 뇌를 위한 건강한 식단: 소피 라에/ 마거릿 모리스
- EBS1 글로벌 특선 다큐 극한의 엔지니어링 세계 최고 롤러코스터: 그레이스 리바
- EBS1 글로벌 특선 다큐 극한의 엔지니어링 세계 최장 철도 터널: 로셀라 마무디노
- EBS1 글로벌 특선 다큐 2020 미국의 선택 트럼프와 바이든: 그윈더 블로어/ 루이즈 선샤인/ 잔 마리 라스카스/ 마리 브레너/ 질 바이든/ 안젤라 라이트/ 니키 하스펠
- EBS1 글로벌 특선 다큐 고대의 하늘: 니아 이마라/ 에밀리 해밍턴/ 루이즈 디보이
- EBS2 과학 다큐멘터리 놀라운 수면의 비밀: 지나 포
- EBS2 과학 다큐멘터리 고대 이집트 동물 미라의 비밀: 가브리엘레 피케/ 예시카 이자크
- EBS2 과학 다큐멘터리 개와 사람 그 우정의 비밀: 카를로타 크라머
- EBS2 과학 다큐멘터리 도시로 온 다윈: 엘리너 다이어먼트
- EBS2 과학 다큐멘터리 생명과 문명의 근원 물: 카밀라 하베르
- EBS2 과학 다큐멘터리 신비로운 색의 세계: 케이틀린 호바/ 킴벌리 A 제임슨
- EBS2 과학 다큐멘터리 크기의 과학: 딘 포크/ 아르멜 휴볼트/ 죠티 암게
- EBS2 과학 다큐멘터리 고양이 이야기: 살리마 이크람/ 와일라니 성
- EBS2 과학 다큐멘터리 우주의 타임캡슐 소행성: 샌드라 프로인트/ 대니 델라주스티나
- EBS2 과학 다큐멘터리 세렝게티 법칙: 메리 파워
- EBS1 글로벌 특선 다큐 세기의 정권 교체: 달린 수퍼빌/ 마거릿 에이트켄/ 잔 마리 라스카스/ 벨러리 바이든 오언스/ 페기 누넌/ 제인 메이어/ 올리비아 트로에
- EBS2 프랑켄슈타인의 유혹 원자폭탄의 탄생: 리포터
- EBS2 과학 다큐멘터리 프랑켄슈타인의 유혹 방사능을 향한 지독한 사랑: 마리 퀴리
- EBS2 과학 다큐멘터리 생체모방과 인류의 미래: 에밀리 케네디
- EBS2 과학 다큐멘터리 개 이야기: 아나스타샤 카를라모바/ 테비 터너/ 에린 버쳐
- EBS2 과학 다큐멘터리 진화의 결과 동물의 특수 능력: 에밀리 론델
- EBS2 과학 다큐멘터리 화성 생명체를 찾아서: 다이애나 트루히오/ 타냐 보삭
- EBS2 과학 다큐멘터리 글로벌 사이언스: 질 타터/ 마리카 브란캐시
- EBS2 과학 다큐멘터리 야생 생태계와 공포인자: 도미니크 곤살베스
- EBS2 과학 다큐 프랑켄슈타인의 유혹 - 시대와의 불화 니콜라 테슬라: 제인 알콘
- EBS2 과학 다큐멘터리 지구의 온도를 내려라: 제인 롱/ 롤라 파토인보 아게
- EBS2 과학 다큐멘터리 컴퓨터의 범죄: 루하 벤자민/ 라타냐 스웨니/ 애니슨 셰임스
- EBS2 과학 다큐멘터리 물의 탄생: 낸 하우저
- EBS2 과학 다큐멘터리 포유류 지구를 지배하다: 닐 슈빈/ 이안 밀러/ 윌 클라우드
- EBS2 과학 다큐멘터리 고대 이집트, 동물 미라의 비밀: 살리마 이크람/ 가브리엘레 피케/ 살리마 이크라/옐사이마 무하메드
- EBS1 글로벌 특선 다큐 엘리자베스 2세가 사랑한 장소들: 케이트 윌리엄스/ 앤 테넌트/ 이본 브라운/ 지니 오클리 포프/ 데비 맥러플린
- EBS2 과학 다큐멘터리 지방에 대한 오해와 진실: 리사 M 네프/ 도나 라이언/ 하르테 안데르센
- EBS2 과학 다큐멘터리 생체 공학, 장에를 뛰어넘다.: 앨리슨 오시어스
- EBS2 과학 다큐멘터리 주방의 과학자들: 레사 트란 루/ 리타 조지
- EBS2 과학 다큐멘터리 인간과 노화: 아나 게일 글렌
- EBS2 과학 다큐멘터리 치유의 기적, 걷기: 벨레리 보르도/ 페트라 호흐트리트
- EBS2 과학 다큐멘터리 지구, 극한의 땅: 하르파 그림스도티르/ 발레리 에이미/ 센디 드웨이크
- EBS2 과학 다큐멘터리 사라진 거대동물:마이아 부크시아니츠/ 베키 클리프
- EBS2 과학 다큐멘터리 중력파를 찾아서: 알렉산드라 코르시
- EBS2 과학 다큐멘터리 신석기인 슈니디: 뮤리엘 곤들랑/ 카트린 글라우저/ 바네사 오세네르
- EBS2 과학 다큐멘터리 미래의 먹거리 식용 곤충: 발레리 스털/ 에보니 젠킨스
- EBS2 과학 다큐멘터리 물리학의 미스터리, 중성미자: 샘 젤러/ 조지아 카라지오르지
- EBS2 과학 다큐멘터리 미래의 개척자들: 올라츠 아우리아/ 마리아 페레이라/ 마갈리 몰라
- EBS2 과학 다큐멘터리 에너지 이야기: 캐롤린 리터/ 샤론 버그/ 태임 머스 아완도
- EBS2 과학 다큐멘터리 전기 비행기, 미래를 날다: 닐라크시 후다/ 쉬반즐리 샤마
- EBS2 과학 다큐멘터리 초고층 빌딩의 미래, 안전과 친환경: 나오미 캘리
- EBS2 과학 다큐멘터리 AI로 하는 여론조사와 선거 예측: 대럴 브리커
- EBS2 과학 다큐멘터리 비트코인, 블록체인과 인터넷의 미래: 로라 신/ 젬마 그린
- EBS2 과학 다큐멘터리 우주의 타임캡슐, 소행성: 코럴리 애덤/ 대니 델라주스티나
- EBS2 과학 다큐멘터리 지구의 거대한 기후 조절 장치, 자연재해: 여성 연구원
- EBS2 과학 다큐멘터리 극지방의 미스터리: 모린 메이모
- EBS2 과학 다큐멘터리 화성 생명체를 찾아서: 헤더 그레이엄/ 무지가 쿠퍼
- EBS2 과학 다큐멘터리 리튬 이온의 현재와 미래: 만디 슈프케/ 매기 메이드레코바

### 비디오 게임
- 블루 프로토콜 - 티리스
- 리그 오브 레전드 - 밀리오
- 쿠키런: 킹덤 - 솔방울맛 쿠키
- 던전 앤 파이터 - 최강토끼

### 웹툰
- 좀비딸 - 김애용

### 그 외
- 자이언트펭TV (EBS)

### 광고
- Dbox
- 포카리스웨트
- 삼성전자 제트

## 같이 보기
- 교육방송 성우극회